# ReReハロ
『ReReハロ』（リリハロ）は、南塔子による日本の漫画作品。『別冊マーガレット』（集英社）2013年4月号から2016年10月号まで連載された。読み切り作品である『芽吹ききみどり』（3巻収録）では、永遠の視点でリリコ・秦とともに中学時代が描かれている。7!!（セブンウップス、seven oops）と楽曲によるコラボレーションが行われ、シングル「ReReハロ〜終われそうにない夏〜」、「ノスタルジア〜ReReハロ〜」と2曲が発売されている。タイトル名の由来は、メールの返信時に付くRe:とリリコのReを掛け合わせた言葉遊びである。

## あらすじ
主人公の早川リリコは便利屋の父をもつ高校1年生。あるとき父が病に倒れ入院したため、代わりに依頼先に向かって出会ったのは同い年の周防湊だった。わがままで御曹司の湊に料理を気に入られ、毎日夕食作りを頼まれる。はじめは雇人と主関係だった2人だったが、徐々に距離を縮めていく。

## 登場人物
早川 リリコ（はやかわ リリコ）
3月23日生まれ、血液型O型、身長155センチメートル。
本作の主人公。集南高校に通っている。
母親が5歳の時に亡くなってから家事を支えるしっかり者。料理が得意。病気で倒れた父親に変わり依頼を手伝っている。当初はサラリーマンをやめて便利屋業を始めた父親を見下していたが、病気で倒れてもなお引き受けた依頼に責任を果たそうとする父親の姿を知り見直す。
周防 湊（すおう みなと）
4月18日生まれ、血液型B型、身長178センチメートル。
リリコと同い年でお金持ち学校・齊旺高校に通う御曹司。支払いは常にカードで、現金を所持していない。
当初は家政婦が来る予定だったが、引っ越し当日に父親と喧嘩してしまい荷物整理担当と家政婦の派遣を打ち切られた上に、金銭面での援助も打ち切られてしまう。
父親の代わりにやってきたリリコを当初は未成年の素人だとして一切信用していなかったが、リリコの料理を気に入り、毎日夕食を作るよう要求する。
咳込む女性にのど飴を差し出したりするなど、表向きは気遣いができる礼儀正しい好青年であるが、実際にはわがままで気分屋な性格で、幼い頃から家政婦に面倒を見てもらっていたため自炊や片づけ等が出来ない。
リリコから提示された「夕食を作ることを引き換えに便利屋の仕事を手伝う」という条件に承諾し、H・Y・Aサービスでアルバイトをすることになる。
母親は既に亡くなっている。
ピアノが弾ける。
春沢 永遠（はるさわ とわ）
リリコの友人。集南高校に通っている。リリコとは小学校から一緒である。
嫌な予感を察知する能力を持つ。秦を含めた3人でよく一緒にいる。
秦 耕一郎（はた こういちろう）
リリコと同じ中学出身で集南高校に通っている。リリコとは中学3年の頃から仲良くなり、その後永遠とも親しくなっていく。リリコ・永遠を含めた3人でよく一緒にいる。
斉木 悠真（さいき ゆうま）
湊の友人で齊旺高校に通う。下校中の電車内でリリコと知り合う。
小泉 理森（こいずみ ただもり）
齊旺高校に通う湊・斉木の同級生。妹がいる。帰国子女であり、日本に住む前はシンガポール、ニューヨークに住んでいた。ドラマ「おゆき」の大ファンで、初対面のリリコをおゆきの主人公を務めた・岩下小百合（いわしたさゆり）と勘違いする。その後、リリコに妹を除いて自宅を空けている夜の間、妹の面倒を見るように依頼した。
矢島（やじま）
H・Y・Aサービスに勤めているリリコの父親の後輩。
久保 雄大（くぼ ゆうだい）
矢島の甥で大学生。人手が足りない時に手伝いに来ていた。
リリコの父親
サラリーマンを辞めて、便利屋「H・Y・Aサービス」を始める。当初はそのせいで家計は赤字の一途をたどったため、リリコにはバカ親父と見下されていた。急性腸炎で倒れ、暫くの間入院していた。病気で倒れても引き受けた依頼を最後まで果たそうとするなど、仕事に対する責任感は強い。
早川 雷太（はやかわ らいた）
リリコの兄。大学生でアルバイトをしている。リリコからは「雷兄」と呼ばれている。マイペースな性格で、周囲からも好かれるが、家事には協力しないなどの理由でリリコからは煙たがられている。
早川 塁（はやかわ るい）
リリコの弟で中学生。幼少期はリリコに付きっきりで面倒を見てもらわないとすぐに泣いてしまう性格であったが、中学生になった今では、リリコに対して協力的であり、リリコが自宅前でストーカーと対峙した時には、それを理由に湊の自宅まで行って抗議するなど思い切った面がある。

## 書誌情報
- 南塔子 『ReReハロ』 集英社 〈マーガレットコミックス〉、全11巻
  1. 2013年7月25日発売[集 1]、『別冊マーガレット』2013年4月号[1] - 7月号、ISBN 978-4-08-845072-8
  2. 2013年11月25日発売[集 2]、『別冊マーガレット』2013年8月号 - 11月号、ISBN 978-4-08-845132-9
    - 番外編 〜周防湊の事情〜[6]（『マーガレット』2013年12号別冊ふろく『mini マーガレット』）

  3. 2014年3月25日発売[集 3]、『別冊マーガレット』2013年12月号 - 2014年2月号、ISBN 978-4-08-845182-4
    - 芽吹ききみどり（『別冊マーガレット』2013年1月号）

  4. 2014年7月25日発売[集 4]、『別冊マーガレット』2014年3月号 - 6月号、ISBN 978-4-08-845241-8
    - 番外編 〜早川家長男の話〜[7]（『別冊マーガレットsister』2013年12月増刊秋号）

  5. 2014年11月25日発売[集 5]、『別冊マーガレット』2014年7月号 - 10月号、ISBN 978-4-08-845302-6
  6. 2015年2月25日発売[集 6]、『別冊マーガレット』2014年11月号 - 2015年2月号、ISBN 978-4-08-845348-4
    - ある日の早川家（描き下ろし）

  7. 2015年6月25日発売[集 7]、『別冊マーガレット』2015年3月号 - 6月号、ISBN 978-4-08-845402-3
  8. 2015年10月23日発売[集 8]、『別冊マーガレット』2015年7月号 - 10月号、ISBN 978-4-08-845466-5
    - #31の前の小話（描きおろし）

  9. 2016年2月25日発売[集 9]、『別冊マーガレット』2015年11月号 - 2016年2月号、ISBN 978-4-08-845527-3
  10. 2016年6月24日発売[集 10]、『別冊マーガレット』2016年3月号 - 2016年6月号、ISBN 978-4-08-845595-2
    - 番外編 〜小泉妹の話〜[8]（『別冊マーガレットsister』2015年11月増刊号 秋フェス02）

  11. 2016年10月25日発売[集 11]、『別冊マーガレット』2016年7月号 - 2016年10月号[2]、ISBN 978-4-08-845652-2

### 単行本未収録作品
- ReReハニ〜SOS大作戦〜[注 4]（『別冊マーガレット』2013年9月号[9]、『別冊マーガレット』2014年2月号別冊ふろく『BETSUMA 50TH ANNIVERSARY SPECIAL TRIBUTE Vol.2』[10]）